# Nobody's Perfect
Nobody's Perfect — живий альбом англійської групи Deep Purple, який був випущений у червні 1988 року.

## Композиції
1. Highway Star — 6:10
2. Strange Kind of Woman — 7:34
3. Perfect Strangers — 6:25
4. Hard Lovin' Woman — 5:03
5. Knocking at Your Back Door — 11:26
6. Child in Time — 10:35
7. Lazy — 5:10
8. Black Night — 6:06
9. Woman from Tokyo — 4:00
10. Smoke on the Water — 7:46
11. Hush — 3:30

## Склад
- Ієн Гіллан — вокал
- Рітчі Блекмор — гітара
- Джон Лорд — клавішні
- Роджер Гловер — бас-гітара
- Іан Пейс — ударні